# Trepassey Island
Trepassey Island ist eine kleine und felsige Insel vor der Fallières-Küste des Grahamlands auf der Antarktischen Halbinsel. Sie liegt 1 km südöstlich von Stonington Island in der Neny Bay.
Mehrere Inseln in diesem Gebiet wurden bei der British Graham Land Expedition (1934–1937) und der United States Antarctic Service Expedition (1939–1941) grob kartiert. Der Falkland Islands Dependencies Survey (FIDS) nahm 1947 Vermessungen dieser Insel vor und benannte sie. Namensgeber ist das Schiff Trepassey, das vom FIDS bei der Errichtung seiner Basis auf Stonington Island im Jahr 1946 eingesetzt hatte.